# Mate Bilobrk
Mate Bilobrk, hrvaški general, * 17. februar 1920, † 1976.

## Življenjepis
Leta 1938 je postal član KPJ. Med vojno je bil politični komisar več enot.
Po vojni je končal šolanje na Višji vojaški akademiji JLA.

## Odlikovanja
- red vojne zastave
- red partizanske zvezde